# At the Crossroads
At the Crossroads ist ein Jazzalbum von Horace Tapscott und Everett Brown Junior. Die im Oktober 1979 entstandenen Aufnahmen erschienen 1980 als Langspielplatte auf Nimbus West Records.

## Hintergrund
Im Jahr 1979 trat Horace Tapscott mit dem Pan Afrikan Peoples Arkestra regelmäßig in Los Angeles auf (Mitschnitte erschienen postum auf dem Album Live at I. U. C. C.); im Oktober gastierte er mit seinem Quintett im Club Lighthouse Cafe in Hermosa Beach (Lighthouse 79, Vol. 1/2). Im selben Monat spielte der Pianist mit dem Arkestra-Schlagzeuger Everett Brown Jr. ein Duoalbum mit vier ausgedehnten Stücken ein.

## Titelliste
- Horace Tapscott: At the Crossroads (Nimbus West Records NS 579)[1]

A1 At the Crossroads 9:55

A2 Middle Age Madness 8:55

B1 Ballad for Window Lee Black 11:50

B2 Marcellus III (Everett Brown, Jr.) 9:45
Wenn nicht anders vermerkt, stammen die Kompositionen von Horace Tapscott.

## Rezeption
Scott Yanow verlieh dem Album in Allmusic drei Sterne und schrieb, auf dieser ziemlich seltenen LP spielten der Pianist Horace Tapscott und der Schlagzeuger Everett Brown Jr. vier ziemlich freie Duette. Da Tapscott schon immer über eine sehr beeindruckende Technik und einen melodischen Stil verfügt habe, würden die Begegnungen durchgehend interessant bleiben und sich logisch aufbauen. Tapscotts sehr origineller Stil sei immer wieder faszinierend zu hören, und dieses experimentierfreudige Album sei eines seiner besseren Mitschnitte.